# Ignatz Leßmann
Ignatius (Ignatz) Rudolphus Leßmann (* 4. Mai 1800 in Paderborn; † 25. Oktober 1869 ebenda) war ein deutscher Lehrer und Politiker.

## Leben
Leßmann war der Sohn des Schirrmeisters Caspar(us) Lesmann und dessen Ehefrau Anna Carolina, geborene Reinecke. Er war katholischer Konfession und blieb unverheiratet.
Leßmann studierte in Paderborn, Bonn und Berlin Theologie und Philosophie und wurde zum Dr. phil. promoviert. 1821 wurde er Lehrer, später Professor am Gymnasium in Paderborn. Am 29. September 1822 wurde er in Paderborn zum Priester geweiht. 1861 wurde er emeritiert und war danach bis zu seinem Tod im priesterlichen und seelsorgerischen Dienst der Universitätskirche in Paderborn tätig.
1850 war er Mitglied im Volkshaus des Erfurter Unionsparlaments.